# آرونس تارکوئینیوس (پسر تارکوئینیوس متکبر)

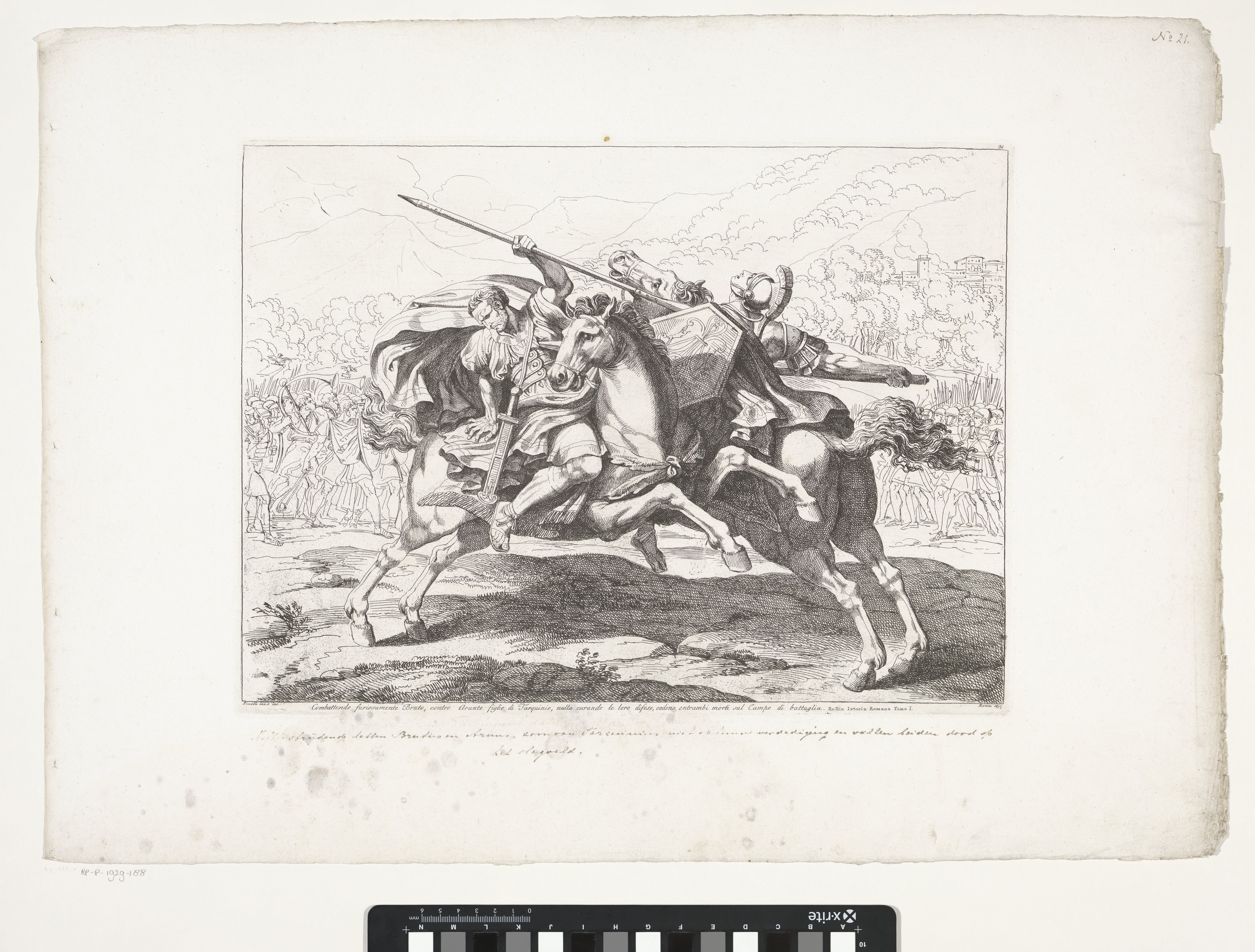
کنسول بروتوس و آرونس تارکوئینیوس در نبرد تن‌به‌تن یکدیگر را می‌کشند.

آرونس تارکوئینیوس (به لاتین: Arruns Tarquinius) یکی از سه پسر لوکیوس تارکوئینیوس متکبر ــ هفتمین و آخرین پادشاه روم ــ و همسرش تولیای جوان‌تر بود. منابع تاریخی در باب اینکه آرونس فرزند دوم یا سوم بوده اتفاق‌نظر ندارند. از تکه‌های بازماندهٔ نخستین مؤرخ رومی، فابیوس پیکتور، می‌توان دید که او سومین فرزند بوده، لیکن تیتوس لیویوس و دیونوسیوس هالیکارناسی او را دومین فرزند تارکوئینیوس متکبر می‌دانند.

## زندگی

### پادشاهی پدرش (۵۳۴ تا ۵۰۹ قبل از میلاد)
برطبق روایات تیتوس لیویوس در کتاب از پیدایش روم، وقتی لوکیوس تارکوئینیوس متکبر پادشاه روم بود، دو پسرش آرونس و تیتوس را با خواهرزاده‌اش، لوکیوس یونیوس بروتوس، به جزیرهٔ دلوس نزد پیشگوی معبد دلفی فرستاد تا در باب فال شومی که خودش دیده بود از پیشگو سؤال کنند. پس چون این سه تن به دلوس رسیدند و مأموریت محولهٔ شاه را به‌جای آوردند، تیتوس و آرونس هوس کردند از پیتیا بپرسند که پادشاهی بر روم نصیب کدام‌یک از آن دو می‌شود. پیتیا پاسخ داد که «هر یک از شما که زودتر مادرش را ببوسد شاه روم می‌شود.» پس دو شاهزاده قرعه زدند که کدامشان در بازگشت به ایتالیا زودتر مادرش را ببوسد. اما بروتوس با خود اندیشید که مراد آن پیشگو از مادر همانا زمین بوده‌است، چه رومیان زمین را مادر بشر می‌دانستند. پس در بازگشت به روم، وقتی بر ایتالیا پا گذاشتند، بروتوس تظاهر به لغزیدن کرده خود را بر زمین انداخته آن را بوسید. او در ۵۰۹ قبل از میلاد خاندان شاه را اخراج و جمهوری روم را تأسیس کرد.

### خلع از پادشاهی و دوران جمهوری
در سال ۵۰۹ ق. م، پس از تجاوز سکستوس تارکوئینیوس به لوکرتیا، بروتوس با سه تن دیگر انقلابی را رهبری کرد که به خلع قدرت خاندان تارکوئینیان و تأسیس جمهوری انجامید و خود نخستین کنسول این جمهوری شد. لوکیوس تارکوئینیوس با دو فرزندش، تیتوس و آرونس، به کائره، از دولت‌شهرهای اتروسکان، پناهنده شد. خاندان تارکوئینیان در نخستین تلاششان برای بازپس‌گیری قدرت توطئه‌ای در روم ترتیب دادند که شکست خورد. در دومین تلاش، ایشان به دولت‌شهرهای ویئی و تارکوئینیئی متوسل شدند. این دو دولت‌شهر سپاهی در اختیارشان قرار دادند تا با رومیان بجنگند و تاج‌وتختشان را پس بگیرند. در این سپاه، آرونس و پدرش لوکیوس فرماندهی سپاه را برعهده داشتند و در سپاه جمهوری روم نیز بروتوس و پوبلیوس والریوس پوبلیکولا فرمانده بودند؛ این نبرد به نبرد جنگل آرسیا شهرت یافت (سال ۵۰۹ ق. م). پس چون آرونس پسرعمه‌اش بروتوس را دید، اسبش را مهمیز زد و به‌سویش تاخت. در جنگ تن‌به‌تنی که میان آن دو روی داد، هر دو نیزه خورده از اسبان بر زمین افتاده مردند. این نبرد با پیروزی رومیان به پایان رسید و تارکوئینیان نتوانستند تاج‌وتخت روم را بازپس بگیرند؛ پس اینبار به یکی دیگر از دولت‌شهرهای اتروسکان به‌نام کلوسیوم، که پادشاهش لارس پورسنا بود، پناهنده شدند.

## در ادبیات
دانته آلیگیری، شاعر نامدار ایتالیایی، در نخستین بخش کمدی الهی، برزخ، آرونس را در چهارمین حفرهٔ طبقهٔ هشتم جهنم در کنار ساحران و منجمان و پیامبران دروغین جای می‌دهد.